# Ein bekannter Herr

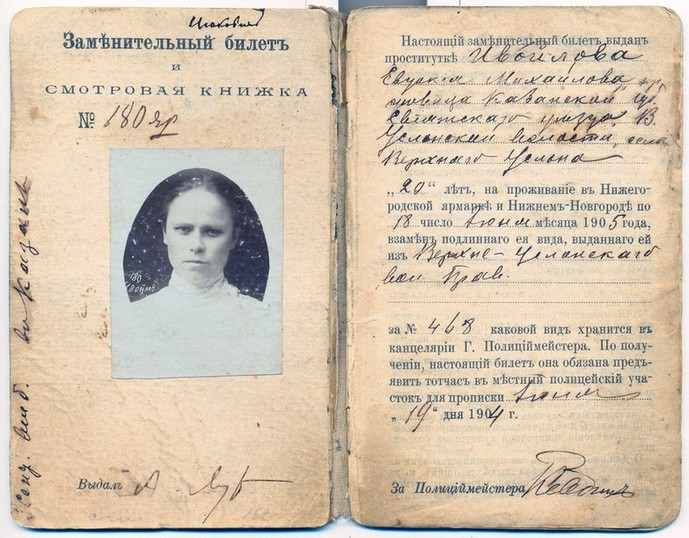
Russischer Prostituiertenpass für die Nischni Nowgoroder Messe anno 1904

Ein bekannter Herr, auch Ihr Bekannter (russisch Знакомый мужчина, Snakomy muschtschina), ist eine Kurzgeschichte des russischen Schriftstellers Anton Tschechow, die am 3. Mai 1886 im Wochenblatt Oskolki erschien. Zu Lebzeiten des Autors wurde der Text ins Bulgarische, Deutsche, Polnische, Rumänische, Serbokroatische, Tschechische und Ungarische übersetzt.
Die hübsche Wanda, auf ihrem Prostituiertenpass als ehrenwerte Bürgerin Nastasja Kanawkina ausgewiesen, wird aus dem Petersburger Krankenhaus in einem schmucklosen Kleid ohne eine Kopeke in die Obdachlosigkeit entlassen. Wanda veräußert ihre einzige Wertsache – einen Türkisring – und erhält dafür einen Rubel. Wenn sich Wanda im Petersburger Café Renaissance einen zahlenden Kunden angeln will, benötigt sie einen großen roten Hut, eine modische Jacke und bronzefarbene Pumps. Die dafür erforderlichen fünfundzwanzig Rubel will sich Wanda bei ihrem Bekannten, dem Zahnarzt Finkel, einem ehemaligen Kunden, leihen. Als sie vom Personal des Zahnarztes tatsächlich vorgelassen wird und dem Dentisten gegenübersteht, verlässt sie der Mut. Wanda bittet um Behandlung. Dr. Finkel zieht ihr einen kariösen Zahn. Wanda muss den Rubel hingeben und findet sich auf der Straße wieder.
Bereits am nächsten Tag hat Wanda im Renaissance – mit rotem Hut, modischer Jacke und bronzefarbenen Pumps bekleidet – einen Kunden: Der junge Geschäftsmann aus Kasan zahlt.

## Verwendete Ausgabe
- Gerhard Dick (Hrsg.), Wolf Düwel (Hrsg.): Anton Tschechow: Gesammelte Werke in Einzelbänden: Ihr Bekannter. S. 528–532 in: Gerhard Dick (Hrsg.): Anton Tschechow: Vom Regen in die Traufe. Kurzgeschichten. Aus dem Russischen übersetzt von Ada Knipper und Gerhard Dick. Mit einem Vorwort von Wolf Düwel. 630 Seiten. Rütten & Loening, Berlin 1964 (1. Aufl.)[2]